# Concetto Lo Bello
Concetto Lo Bello, né le 13 mai 1924 à Syracuse, en Sicile et mort le 3 septembre 1991 dans la même ville, était un arbitre international de football et homme politique italien.

## Biographie
Concetto Lo Bello fut maire de Syracuse en 1986, pendant cinq mois, avec l'étiquette du parti Démocratie chrétienne (Italie). 
Il débuta comme arbitre en 1953, puis devint arbitre international de 1958 à 1974. Son fils, Rosario Lo Bello, est lui aussi arbitre international.

## Carrière
Concetto Lo Bello a officié dans des compétitions majeures :  
- JO 1960 (3 matchs dont la finale)
- Euro 1964 (1 match)
- Coupe des villes de foires 1965-1966 (finale retour)
- Coupe du monde de football de 1966 (2 matchs)
- Coupe intercontinentale 1966 (match retour)
- Coupe d'Europe des vainqueurs de coupe de football 1966-1967 (finale)
- Coupe des clubs champions européens 1967-1968 (finale)
- Coupe des clubs champions européens 1969-1970 (finale)
- Coupe UEFA 1973-1974 (finale retour)